# (2477) Biryukov
(2477) Biryukov (1977 PY1; 1961 UJ; 1969 TW3; 1973 TH) ist ein ungefähr 18 Kilometer großer Asteroid des mittleren Hauptgürtels, der am 14. August 1977 vom russischen (damals: Sowjetunion) Astronomen Nikolai Stepanowitsch Tschernych am Krim-Observatorium (Zweigstelle Nautschnyj) auf der Halbinsel Krim (IAU-Code 095) entdeckt wurde.

## Benennung
(2477) Biryukov wurde nach dem sowjetischen Autor Nikolai Sotowitsch Birjukow (1912–1966) benannt. Im Alter von 18 Jahren stürzte er sich bei einem Rettungsversuch in eiskaltes Wasser und war daraufhin den Rest seines Lebens bettlägerig.